# Mari Jungstedt
Mari Jungstedt est une journaliste et auteur suédoise née le 31 octobre 1962 à Stockholm.

## Biographie
Mari Jungstedt a travaillé en tant que reporter à la radio et à la télévision suédoise, et a présenté l'émission Förkväll sur TV4.
Ses quatre premiers romans se déroulent sur l'île de Gotland et mettent en scène le détective Anders Knutas et le journaliste Johan Berg. Deux de ses romans ont été adaptés pour la télévision suédoise.
Mari Jungstedt a travaillé comme journaliste pour Dagens Eko de la radio suédoise et Rapport de la SVT, le programme d'information régional ABC. Elle a fait ses débuts en 2003 avec le roman à suspense Den du inte ser, qui traite de meurtres en série sur l'île de Gotland. Ses romans suivants reprennent les personnages de son premier roman : l'inspecteur Anders Knutas et le journaliste Johan Berg. Ils ont pour cadre l'île de Gotland, où l'auteur vit l'été.
Les romans de Jungstedt ont connu un grand succès, tant en Suède qu'à l'étranger. Ils ont été traduits en 17 langues et publiés dans 25 pays, tandis que les ventes en Suède ont atteint 6,5 millions d'exemplaires (2021), selon Bonniers förlag,.
En 2006-2007, une série de quatre longs métrages a été tournée sur l'île de Gotland, d'après les romans policiers de Jungstedt. La production allemande, créée par Anno Saul, Christiane Balthasar et Henriette Piper, s'intitule Der Kommissar und das Meer (« Le commissaire et la mer »). Les films ont également été diffusés sous la forme d'une série télévisée divisée en 13 épisodes. Dans cette série télévisée, Anders Knutas est connu sous le nom de Robert Andersson. Des acteurs allemands et suédois ont été utilisés, et les voix suédoises ont été doublées en allemand. Lorsque la série a été diffusée par la suite sur la chaîne suédoise TV4, elle a été doublée en suédois, car il aurait été étrange pour les téléspectateurs suédois que tout le monde parle allemand alors que l'action se déroulait en Suède.

### Vie privée
Mari Jungstedt habite à Nacka, près de Stockholm. Son mari est de Visby, Gotland, et ils passent leurs étés à Gotland. Mari Jungstedt a deux enfants issus de son mariage avec le journaliste Cenneth Niklasson.

## Œuvres
1. Celui qu’on ne voit pas [« Den du inte ser »]  (trad. du suédois par Maximilien Stadler), Paris, Plon, 2007, 358 p. (ISBN 978-2-259-20554-2)
2. Les Ombres silencieuses  (trad. du suédois par Maximilien Stadler et Lucile Clauss), Paris, Plon, 2008, 304 p., broché (ISBN 978-2-259-20570-2 et 2-259-20570-4)
3. Le Cercle intérieur, [« Den inre kretsen »], trad. de Maximilien Stadler et Lucile Clauss, Monaco-Paris, France, Le Serpent à Plumes, 2011, 384 p.  (ISBN 978-2-268-07072-8)
4. Le Dandy mourant, [« Den döende dandyn »], trad. de Lucile Clauss, Monaco-Paris, France, Le Serpent à Plumes, 2012, 316 p.  (ISBN 978-2-268-07456-6)